# 恵那峡ロープウェイ
恵那峡ロープウェイ（えなきょうロープウェイ）は、かつて岐阜県恵那郡蛭川村（現中津川市）の蛭川駅と恵那市の恵那峡駅を結んでいた索道である。遊園地の恵那峡ランドが運営していたが、同園が閉鎖された2000年から休止となっている。

## 概要
大井ダム湖を横断して恵那峡までを結んでいた。全長717mで湖面（大井ダム湖）からの高さは最大50m。
遊園地利用者が利用していたが、恵那峡大橋開通（1977年）までは地域住民の生活の足としても利用されていた。
ゴンドラは定員35名、丸型の形状で360°眺望できた。最盛期は15分間隔で運行されていた。
恵那峡ランドは2000年に閉鎖されたが、2002年4月に岡本製作所の手により恵那峡ワンダーランドとしてリニューアルオープンした。しかし、恵那峡ロープウェイは恵那峡ワンダーランド開業後は運行されていない。恵那峡ワンダーランドの案内には恵那峡ロープウェイは“休止”とされているが、国土交通省の鉄道要覧において鉄道事業から削除されており、廃止扱いと思われる。
地域からは復活を望む声もあるが、岡本製作所では安全管理上の問題があるほか、億単位とみられる費用の問題、ロープウェイの運行に必要な資格者が現地にいないなどの問題があるとしている。

## 路線データ
- 路線距離（営業キロ）：717m[1]
- 方式：3線交走式
- 駅数：2駅（起終点駅含む）
- 高低差：26m
- 所要時間：4分30秒[1]

## 歴史
- 1968年（昭和43年）10月12日 開業。
- 2000年（平成12年）11月30日 恵那峡ランドの閉鎖に伴い、営業休止。

## 駅一覧

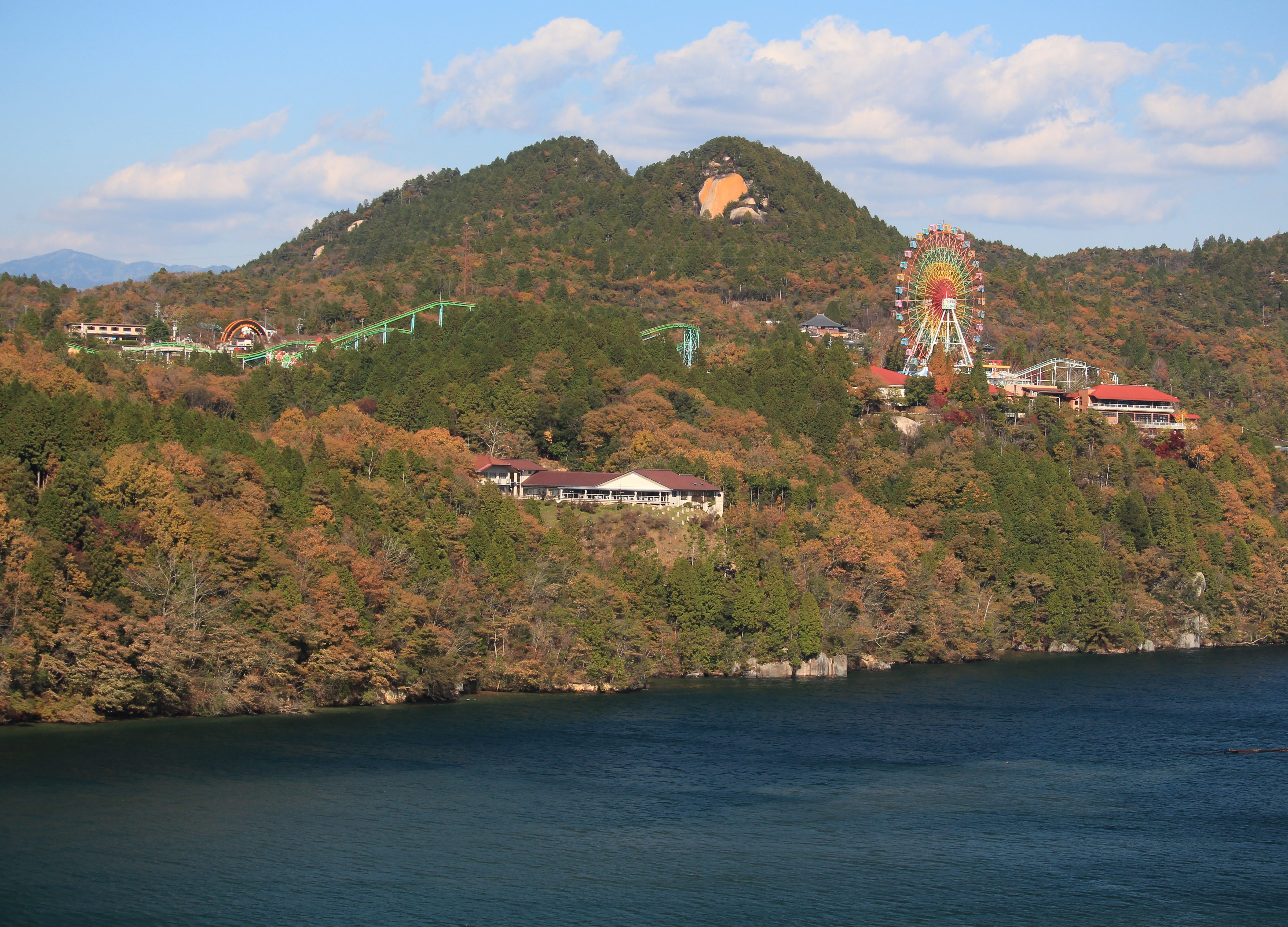
恵那峡ワンダーランド、中央付近に旧蛭川駅

蛭川駅 - 恵那峡駅